# Freadelpha confluens
Freadelpha confluens là một loài bọ cánh cứng trong họ Cerambycidae.